# Plaža President
President je naziv za dubrovačku plažu podno istoimenog hotela.
Smještena je u gradskom predjelu Babin Kuk. Šljunčana je i obogaćena je svim mogućim sadržajima.
Zbog izrazite čistoće mora i okoliša plaža President je nositelj Plave zastave.